# كاشويرينها
كاشويرينها هي بلدية في البرازيل، تتبع ريو غراندي دو سول، بلغ عدد سكانها 118٬278  نسمة، في 2010، تبلغ مساحتها 44٫018 كيلومتر مربع، رمزها البريدي هو 94000-000.

## الموقع
تشترك في الحدود مع:
- ألفورادا.